# Ellen Schwanneke
Ellen Schwanneke (1906–1972) fue una bailarina y actriz alemana que trabajó en cine y en teatro.
Era hija del actor Viktor Schwanneke.

## Filmografía
- Mädchen in Uniform (1931)
- Impossible Love (1932)
- A Mad Idea (1932)
- Königswalzer (1935)
- Not a Word About Love (1937)
- Everything Will Be Better in the Morning (1948)